# Pietrarubbia
Pietrarubbia és una vila de les Marques, a la província de Pesaro i Urbino. La seu de la comuna és a Mercato Vecchio. És a 700 metres sobre el nivell del mar i té uns 700 habitants. Té 13 km² i està a 44 km de la costa. Es compon dels següents nuclis: Ca' Baldiserra, Ca' Bartolino, Ca' Boso, Ca' Ivano, Ca' Mafuccio, Ca' Mancino, Fonte del Bacio, Lago del Conte, Mercato Vecchio, Pietrarubbia Castello, Ponte Cappuccini, Sant'Arduino i Villa del Piano.
Pietrarubbia fou un antic castell (Petra Rubea), que al segle X va esdevenir seu del comte Odalric, cavaller saxó origen dels Montefeltro, amb títol comtal, i després d'una branca de la família, que foren els comtes de Pietrarubbia. El comtat fou incorporat als dominis del Papa el 1355 i al segle xv la regió sense títol comtal fou retornada als Montefeltro, quedant unida al ducat d'Urbino, i retornant al papa el 1631. Va passar a Itàlia el 1860.